# Minensperre

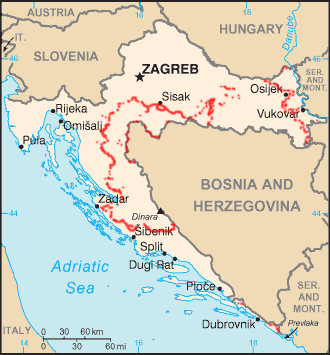
Minensperren in Kroatien

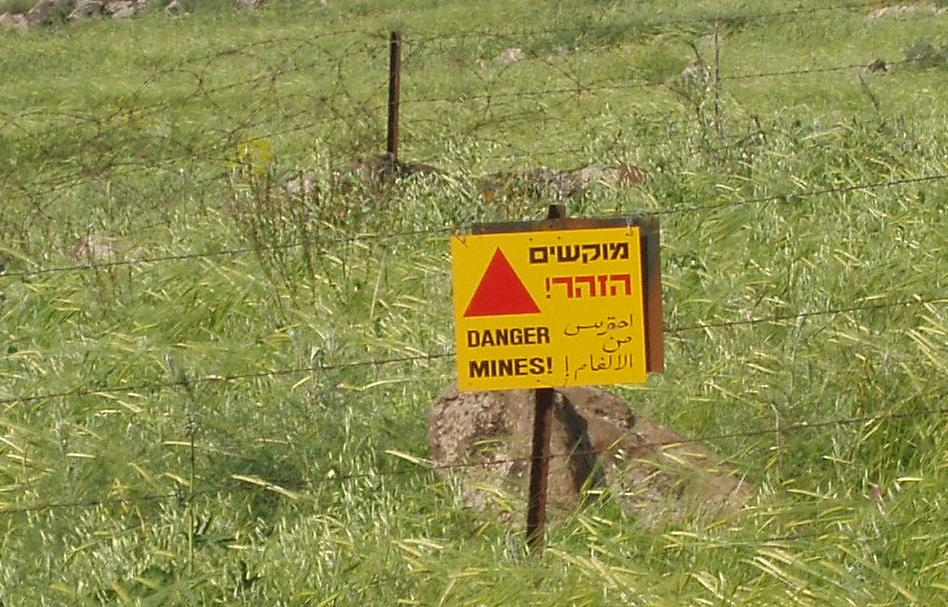
Minenfeld auf den Golanhöhen

Eine Minensperre (auch Minenfeld, Minenteppich oder Minengürtel) ist ein begrenztes Gebiet mit verlegten, meist selbstauslösenden Minen. Es können Landminen unter der Erdoberfläche oder Seeminen unter der Wasseroberfläche sein. Oft werden die Minen in einem bestimmten Muster und in einer bestimmten Dichte verlegt. Üblicherweise werden die Minensperren kartografiert und in sogenannten Minensperrnachweisen geführt, um nicht für eigene Truppen zur Gefahr zu werden, sowie eine schnelle Räumung der Minen nach Kriegsende zu ermöglichen. Letzteres geschieht jedoch relativ selten.
Die Minensperre wird als eine taktische Sperre – je nach Erfordernis – entweder nur in Straßenbreite angelegt oder auch auf mehreren Kilometern. Eine Minensperre, welche an Engpässen (z. B. zwischen zwei Seen) angelegt wird, soll diese Engpässe für den Feind unpassierbar machen. Großflächige Minensperren werden angelegt, um eine ganze Grenze oder Front zu sichern und die Bewegungsfreiheit des Feindes einzuschränken. Sperren werden prinzipiell überwacht und werden, um die eigene Truppe nicht zu behindern, von der Brigadeebene aufwärts, oftmals nur für einen kurzen Zeitraum, befohlen.

## Sperre mit Landminen
Minensperren an Land können sowohl aus Antipersonen-, als auch aus Panzerminen (bzw. Antifahrzeugminen) bestehen und sind, wie alle Minensperren, von defensiver Natur.
Die Verlegung von Panzerminen erfolgt in mindestens drei Reihen hintereinander liegend im Abstand von ein bis zwei Meter unter Versatz der Minen. Der Abstand zwischen den Minen untereinander beträgt wiederum ein bis zwei Meter. Die Chance, eine derartige Minensperre unbeschädigt zu durchfahren, liegt bei nahezu null.
Druckempfindliche Antipersonenminen werden versetzt in mehreren Reihen verlegt, der Abstand zwischen den Minen beträgt max. ein Meter. Wird die Minensperre hingegen mit stolperdrahtausgelösten Springminen gelegt, so erfolgt die Verlegung – je nach Geländeform – in Abständen von 20 bis 30 Meter.
Eine Waffe, mit der schnell Minensperren verlegt werden konnten, war das bei der Bundeswehr eingesetzte Minenwurfsystem Skorpion. In einer Zweiergruppe war das System in der Lage, eine Sperre von 3000 Meter Länge und rund 200 Meter Breite in zwölf Minuten anzulegen.
Eine großflächige Verlegung kann ebenso mit Flugzeugen erfolgen.